# ولادیمیر یفتوشنکوف
ولادیمیر پتروویچ یفتوشنکوف (به روسی: Владимир Петрович Евтушенков) (زاده ۲۵ سپتامبر ۱۹۴۸) بازرگان و مدیر ارشد اجرایی روس است، که در حال حاضر به‌عنوان مدیر عامل اجرایی و رئیس هیئت مدیره شرکت سیستما فعالیت می‌نماید.
وی در ماه مارس سال ۲۰۰۶ با خرید ۶۲٪ درصد از سهام شرکت سیستما، شخصاً سکان رهبری این شرکت را در دست گرفت.